# Dixie Valley
Dixie Valley foi uma pequena comunidade rancheira no condado de Churchill, estado de Nevada, nos Estados Unidos até a área ser adquirida pela Marinha dos Estados Unidos para a  Fallon Range Training Complex (FRTC). A vila não tinha negócios, a maioria dos residentes estavam a mais de um quilómetro da localidade mais próxima e a única sala de aulas era a residência do professor e servia como sala de encontro, dança e até local de votações.
A fábrica de  Dixie Valley de energia geotérmica (1988, 66 megawatts) emprega cerca de 30 pessoas.
Em 1954, Dixie foi Valley foi sacudida pelos sismos de  Dixie (7.1 da escala de Richter ) e Fairview (6,6 da escala de Richter)  que deram origem a falhas visíveis no solo.